# 사법연수원
사법연수원(司法硏修院, Judicial Research and Training Institute)은 판사의 연수와 사법연수생의 수습에 관한 사무를 관장하는 대한민국 대법원의 소속기관이다. 1971년 1월 1일 발족하였으며, 경기도 고양시 일산동구 호수로 550에 위치하고 있다. 원장은 판사 중에서, 부원장은 검사 중에서 대법원장이 보한다.

## 설치 근거
- 「법원조직법」 제20조[2]

## 역사
종래에는 사법시험에 합격한 뒤에 사법대학원에 입학하여 수료하여야만 판·검사 또는 변호사로의 임용이 가능했다. 이를 1971년 1월 1일 「법원조직법」을 개정하여 사법대학원을 폐지하고 대법원에 사법연수원을 설치하도록 규정을 바꾸었다. 대법원이 위치하던 서울 서소문에서 개원하여 1982년 서울 서초동으로 이전하였고, 사법시험 합격자가 1,000명으로 늘어나면서 경기도 고양시에 신청사를 건립하여 2001년 12월 이전하였고, 2002년 1월 15일에 현 청사가 준공되었다. 2018년 12월 대법원 소속 별도 조직인 법원도서관이 같은 건물 구내로 이전되었다.

## 조직
교육의 기본방향, 교과과정, 사법연수원의 운영과 교육에 관한 중요 사항을 심의하기 위해 사법연수원운영위원회를 둔다.

### 원장
- 사법연수원장비서관실[5]

### 부원장
- 사법연수원부원장비서관실[5]

사무국
- 총무과[7]
- 연수과[7]

교수

## 사법연수생
사법연수생 은 5급 상당의 별정직공무원으로 사법시험에 합격한 자 중에서 대법원장이 임명한다. 법률전문가로서의 이론과 실무를 연구·습득하고 높은 윤리의식과 국민에 대한 봉사정신을 함양함으로써 법치주의의 확립과 민주주의의 발전에 이바지할 수 있는 법조인을 양성하기 위해 2년간의 수습 기간을 둔다.

## 기수
- 사법연수원 개원 전에는 1963년 1~2회, 1964년 3~4회, 1965년 5회부터 1969년 10회까지이었다.
- 사법연수원 기수에는 1971년 1~2기, 1972년 3기부터 2019년 50기까지이었으며, 2021년 51기이다.

## 같이 보기
- 사법연수원장
- 사법연수원 부원장